# Christian Heinrich Pander
Christian Heinrich (eller Heinz Christian) Pander, född den 12 juli 1794 i Riga, död den 10 september 1865 i Sankt Petersburg, var en balttysk zoolog.
Pander började i Würzburg undersökningar över djurens utveckling, som väckte stort uppseende och bildade utgångspunkten för en lång rad senare undersökningar, Historia metamorphoseos, quam ovum incubatum prioribus quinque diebus subit (1817), Beiträge zur Entwicklungsgeschichte des Hühnchens im Ei (samma år). År 1820 deltog han i Meyendorffs expedition till Buchara, blev 1823 ledamot av akademien i Petersburg, men tog redan 1827 avsked och bosatte sig på sitt gods i Livland. Han anställdes emellertid 1842 åter i statens tjänst. Pander skrev även mycket betydande geologiska och paleontologiska arbeten.